# Chima Panaca
Chima Panaca es el nombre del linaje o panaca compuesto por los descendientes de Manco Cápac, primer Inca del Cuzco.
Esta panaca no jugó un papel político importante en los tiempos previos a la Conquista española, aunque conservaba importantes funciones religiosas. Según el cronista Pedro Sarmiento de Gamboa, sus miembros rendían culto a una imagen de su ancestro.
Sus tierras, en las inmediaciones del Cuzco, estaban en la cuenca del Huancaro, comprendiendo las aldeas de Chocco y Cachona.
Dentro de sus funciones rituales, según Bernabé Cobo, esta panaca estaba encargada del culto del quinto ceque del Contisuyo. Las huacas de este ceque eran las siguientes:
- La primera era Caritampucancha, una pequeña plaza dentro del monasterio de Santo Domingo.
- La segunda, Tiucalla, un grupo de guerreros de piedra en Cayacache.
- La tercera, Cayallacta, un grupo de piedras en un cerro cerca de Chocco.
- La cuarta, Churupuquiu, un manantial encima de Chocco.
- La última era Cumpu Guanacauri, probablemente la cima de la montaña Cunu.

Durante las informaciones que mandó hacer el virrey Toledo, se mencionan a don Diego Checo y don Juan Guargua Chima como representantes de esta panaca.